# 11-та окрема десантно-штурмова бригада (РФ)
11-та окрема гвардійська десантно-штурмова ордена Суворова бригада (11 ОДШБр, в/ч 32364) — військове з'єднання Повітрянодесантних військ Збройних сил Російської Федерації чисельністю в бригаду. Дислокується в Улан-Уде.

## Історія
Створена як 11-та окрема повітряно-штурмова бригада 1 серпня 1968 року у Могочі Читинської області. Сформована на базі наступних підрозділів:
- 1-й механізований батальйон 113-го гвардійського механізованого Новогеоргіївського Червонопрапорного, ордена Кутузова полку 38-ї гвардійської мотострілецької дивізії, перейменованого на 617-й окремий повітряно-десантний батальйон,
- прибулих зі складу Московського військового округу (аеродром Торжок) й стали основою 211-ї авіаційної групи:
  - ескадрильї вертольотів Мі-8 (696-го окремого вертолітного полку),
  - 656-ї окремої роти зв'язку,
  - 49-ї окремої роти аеродромно-технічного забезпечення.[1]

У листопаді 1968 року до складу бригади увійшли:
- створені в Нижньоудінську Іркутської області 618-й та 619-й окремі повітряно-штурмові батальйони (на основі двох мотострілецьких батальйонів 52-ї мотострілецької дивізії,
- створений у Могочі 284-й окремий артилерійський дивізіон.[1]

У квітні 1969 року 617, 618, 619 окремі повітряно-штурмові батальйони переформовані на 617, 618, 619 окремі десантно-штурмові батальйони.
У липні 1971 року директивою начальника Головного штабу Сухопутних військ бригада перейменована на 11-у окрему десантно-штурмову бригаду (ОДШБр).
1 вересня 1977 року підставі директиви начальника Головного штабу Сухопутних військ 11-та окрема десантно-штурмова бригада перейшла на новий штат, а десантники на форму ПДВ (до цього носили форму мотострільців).
У 1987 році посилений окремий десантно-штурмовий батальйон брав участь у великомасштабних навчаннях з десантування, захоплення й утримання плацдарму на мисі Шмідта на березі Північного Льодовитого океану.
1 червня 1990 року 11-та окрема десантно-штурмова бригада Забайкальського військового округу була передана до складу повітряно-десантних військ й переформована на 11-ту окрему повітряно-десантну бригаду (в/ч 32364).
У листопаді 1992 року бригада була передислокована в селище Сосновий Бор, міста Улан-Уде Бурятії.
У грудні 1995 року — січні 1996 року бригада була підпорядкована командуванню Забайкальського військового округу.
24 серпня 2011 року президент Росії Дмитро Медведєв вручив в Бурятії бойовий прапор 11-ї окремої десантно-штурмової бригади Східного військового округу.

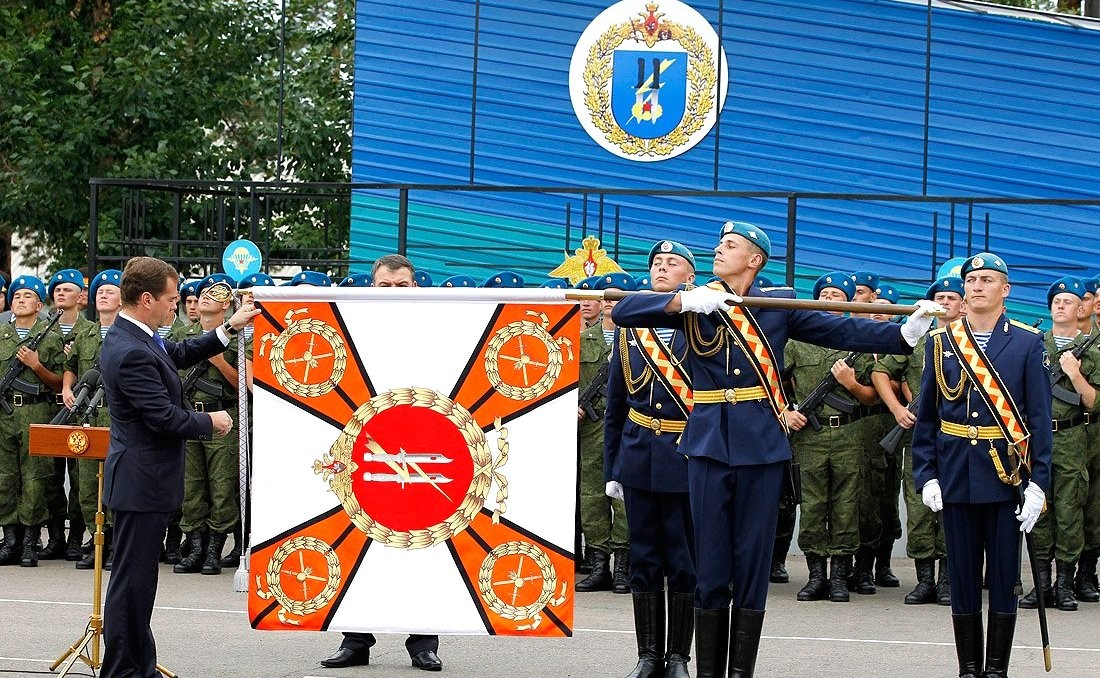
Президент Росії Дмитро Медведєв вручає 11-й ОДШБр Бойовий Прапор нового зразка

У період з 18 жовтня по 30 жовтня 2013 року особовий склад бригади брав участь в міжнародних навчаннях «ІНДРА-2013» в Індії.
1 грудня 2013 року бригада виведена зі складу 36-ї загальновійськової армії Східного військового округу й увійшла до складу Повітрянодесантних військ разом з 56-ю та 83-ю десантно-штурмовими бригадами.
25 березня 2015 року Президент Росії Володимир Путін підписав указ про присвоєння бригаді гвардійського почесного найменування.

### Російсько-українська війна
3 березня 2022 року, згідно повідомлень у відкритих джерелах, в ході відбиття російського вторгнення в Україну було ліквідовано командира бригади полковника Шишова Дениса Миколайовича (загибель не підтвердилася) та заступника командира бригади підполковника Дениса Глєбова.
Відомо що бригада брала участь у боях за Херсонську область, а після звільнення західної частини області українськими військами, відступили і закріпились на лівому березі Дніпра.

## Склад
У складі бригади:
- штаб;
- парашутно-десантний батальйон на БМД (колишній 1-ї десантно-штурмовий батальйон на БМП-2);
- 1-й десантно-штурмовий батальйон на БМП-2 (колишній 2-ї десантно-штурмовий батальйон на БМП-2);
- 2-й десантно-штурмовий батальйон на БМП-2 (колишній 3-й десантно-штурмовий батальйон на БМП-2);
- гаубичний артилерійський дивізіон (122-мм гаубиці Д-30);
- зенітна ракетно-артилерійська батарея;
- батарея протитанкових керованих ракет;
- розвідувальний батальйон;
- рота спеціального призначення;
- стрілецька рота снайперів;
- рота управління (колишня рота зв'язку);
- інженерно-саперна рота;
- рота десантного забезпечення;
- взвод радіаційного хімічного біологічного захисту;
- ремонтна рота;
- рота матеріального забезпечення;
- медична рота;
- комендантський взвод;
- танкова рота.

## Командири
- Дук Юрій Іванович, полковник (1968—1972)
- Шмельов Валентин Олександрович, генерал-майор (1972—1979)
- Колесніков Іван Васильович, полковник (1979—1983)
- Бондар Альберт Григорович, полковник (1983—1986)
- Батиров Мухамед Тучьевіч, полковник (1986—1989)
- Качанов Анатолій Петрович, полковник (1989—1991)
- Борисов В'ячеслав Миколайович, полковник (1991—1995)
- Малик Василь Михайлович, полковник (1995—1998)
- Воронков Володимир Євгенович, полковник (1998—2000)
- Гордєєв Микола Миколайович, полковник (2000—2002)
- Хоптяр Андрій Євгенович, полковник (2002—2005)
- Бронюк Віталій Олександрович, полковник (2005—2012)
- Угольов Михайло Миколайович, гвардії полковник (2012—2013)
- Мітяєв Олег Юрійович, гвардії полковник (2013—2015)
- Євдокімов Руслан Леонтійович, гвардії полковник (2015—2020)
- Шишов Денис Миколайович, гвардії полковник (2020—2022)

## Втрати
З відкритих джерел та публікацій журналістів відомо про деякі втрати 11 гв. одшбр: